# Den eneste ene
 For alternative betydninger, se Den eneste ene (flertydig). (Se også artikler, som begynder med Den eneste ene)
Den eneste ene er en dansk film fra 1999, instrueret af Susanne Bier efter manuskript af Kim Fupz Aakeson. Med 843.320 solgte biografbilletter og den mest sete danske film i 1999 kan den betragtes som en af dansk komediefilms største succeser, og den er blandt de mest sete danske film nogensinde.
Den eneste ene vandt bl.a. prisen for bedste film ved både Robert- og Bodil-prisuddelingerne i 2000 og var den film som modtog flest priser ved begge prisuddelinger, og den var nomineret til 11 priser ved Robertfesten. Filmens sange, som blev skrevet af Jesper Winge Leisner blev udgivet på CD og modtog i 2000 musikbranchens Grammy for bedste soundtrack.
Ved en afstemning i 2014 blandt 1.006 danskere om Danmarks bedste film blandt 15 nominerede blev Den eneste ene stemt ind på en førsteplads.
Peter Schepelern forklarede filmens succes med at det var en komedie til voksne i modsætning til tidligere familiekomedier og kaldte Den eneste ene for "en veloplagt, satirisk og morsom film om voksne i et parforhold".
Filmen var i 2002 genstand for en britisk genindspilning, The One and Only, og blev i 2005 sat op som musical i Forum i København. Forestillingen blev en stor succes i København, og spillede også på Horsens Ny Teater. Musicalen Den Eneste Ene The Musical er den største danske musicalproduktion nogensinde[kilde mangler] og spillede dagligt for 4-8.000 publikummer. Forestillingen vandt Årets Reumert 2006 for "Bedste musikforestilling". I 2002 listede filmanmelderen Bo Green Jensen Den eneste ene i sin bog De 25 bedste danske film.
Filmen indeholder en række mindeværdige replikker blandt andet "bare ærgerligt, Sonny Boy", "så fuck fuck da" og "hvis jeres ægteskab er en bil, hvad er det så for en". 
Replikken fra Lars Kaalunds rolle, "Hvis du var en ludobrik, var du så slået hjem nu?", blev af Danmarks Radios P3-lyttere stemt ind som det femte bedste filmcitat ved en afstemning i 2010.

## Handling
Hovedpersonerne Sus og Niller er begge gift, men ikke med hinanden. Sus (Sidse Babett Knudsen) er ved at være træt af sin flotte italienske mand Sonny (Rafael Edholm), der meget gerne vil have et barn, men hun er mere i tvivl.
Den hjælpsomme og flinke køkkeninstallatør Niller (Niels Olsen) er gift med Lizzie (Søs Egelind) og er i gang med at adoptere en pige med navnet Mgala. Da Lizzie dør i et trafikuheld samme aften som Mgala kommer hjem til dem, beholder Niller hende. Han møder Sus, da han vil tilbage på arbejde og sætte køkkener op, og de falder snart efter for hinanden.
Genvordighederne er ikke få, men genrens krav tilfredsstilles. Paprika Steen, Sofie Gråbøl og Lars Kaalund har komiske biroller.

## Medvirkende
- Sidse Babett Knudsen som Sus
- Niels Olsen som Niller
- Paprika Steen som Stella
- Søs Egelind som Lizzie
- Sofie Gråbøl som Mulle
- Lars Kaalund som Knud
- Rafael Edholm som Andrea eller Sonny
- Hella Joof som adoptionsdamen
- Liv Corfixen som kunde i skønhedsklinik
- Charlotte Munck som kunde i skønhedsklinik
- Klaus Bondam som præst
- Lars Kjeldgaard som mand med nyt køkken
- Jacob Thuesen som mand med nyt køkken
- Vanessa Gouri som Mgala
- Jan Hertz som læge
- Berrit Kvorning lederen af skønhedsklinik

## "Den eneste ene"
Filmens titel spiller ironisk på udtrykket "Den eneste ene", som tidligere blev brugt om den situation, hvor et par elskende får, gifter sig med og bliver hos én og samme partner – hele livet igennem. Det er vel tvivlsomt, om udtrykket nogensinde har været dækkende for de virkelige forhold, men i en idylliserende og statisk verden kunne det bruges som en model for det seriøse forhold "med reelle hensigter", som det også hed.

## Den eneste enesoundtrack
Soundtracket til Den eneste ene blev udgivet den 3. marts 1999 på Sony Music.
1. Thomas Helmig – "The One and Only"
2. Shirley & Jonas Winge Leisner – "Dont Look for Love"
3. Louise Norby – "Don't Hestitate (Give Him What He Wants)"
4. Debbie Cameron – "I Dont Wanna Work Today"
5. Kuku Agami – "You Are My Only One"
6. Zindy & Mark Linn – "Love Special"
7. Shirley & Daniel – "I Close My Eyes and Think of You"
8. Jill Johnson – Promise To Love Me
9. Louise Norby & Jonas Winge Leisner – "For Once in My Life"
10. Daniel – "Tonite Is Your Nite"
11. The Loft – "Dont Look For Love" (Remix)
12. The Loft – "Fuck...Fuck..." (Knuds eneste Remix)

## Priser
| År   | Prisuddeling        | Modtager/nomineret arbejde              | Pris                                         | Resultat  |
| ---- | ------------------- | --------------------------------------- | -------------------------------------------- | --------- |
| 2000 | Robertprisen        | Den eneste ene                          | Robert for årets danske spillefilm           | Vundet    |
| 2000 | Robertprisen        | Niels Olsen                             | Robert for årets mandlige hovedrolle         | Vundet    |
| 2000 | Robertprisen        | Sidse Babett Knudsen                    | Robert for årets kvindelige hovedrolle       | Vundet    |
| 2000 | Robertprisen        | Sofie Gråbøl                            | Robert for årets kvindelige birolle          | Vundet    |
| 2000 | Robertprisen        | Søren Hyldgaard og Jesper Winge Leisner | Robert for årets score                       | Nomineret |
| 2000 | Robertprisen        | Kim Fupz Aakeson                        | Robert for bedste danske filmmanuskript      | Nomineret |
| 2000 | Bodilprisen         | Den eneste ene                          | Bodilprisen for bedste danske film           | Vundet    |
| 2000 | Bodilprisen         | Niels Olsen                             | Bodilprisen for bedste mandlige hovedrolle   | Nomineret |
| 2000 | Bodilprisen         | Sidse Babett Knudsen                    | Bodilprisen for bedste kvindelige hovedrolle | Vundet    |
| 2000 | Bodilprisen         | Lars Kaalund                            | Bodilprisen for bedste mandlige birolle      | Nomineret |
| 2000 | Bodilprisen         | Paprika Steen                           | Bodilprisen for bedste kvindelige birolle    | Vundet    |
| 2000 | Bodilprisen         | Sofie Gråbøl                            | Bodilprisen for bedste kvindelige birolle    | Nomineret |
| 2000 | Danish Music Awards | Den eneste ene soundtrack               | Årets Danske Soundtrack                      | Vundet    |